# Landouzy-la-Ville
Pour les articles homonymes, voir Landouzy.
Landouzy-la-Ville est une commune française située dans le département de l'Aisne, en région Hauts-de-France.

## Géographie

### Localisation
- 1Carte dynamique
- 2Carte OpenStreetMap
- 3Carte topographique
- 4Carte avec les communes environnantes

Landouzy-la-Ville est une commune située dans le département de l'Aisne près d'Éparcy ou encore Origny-en-Thiérache (région des Hauts-de-France). La ville de Landouzy-la-Ville appartient au canton d'Aubenton et à l'arrondissement de Vervins.

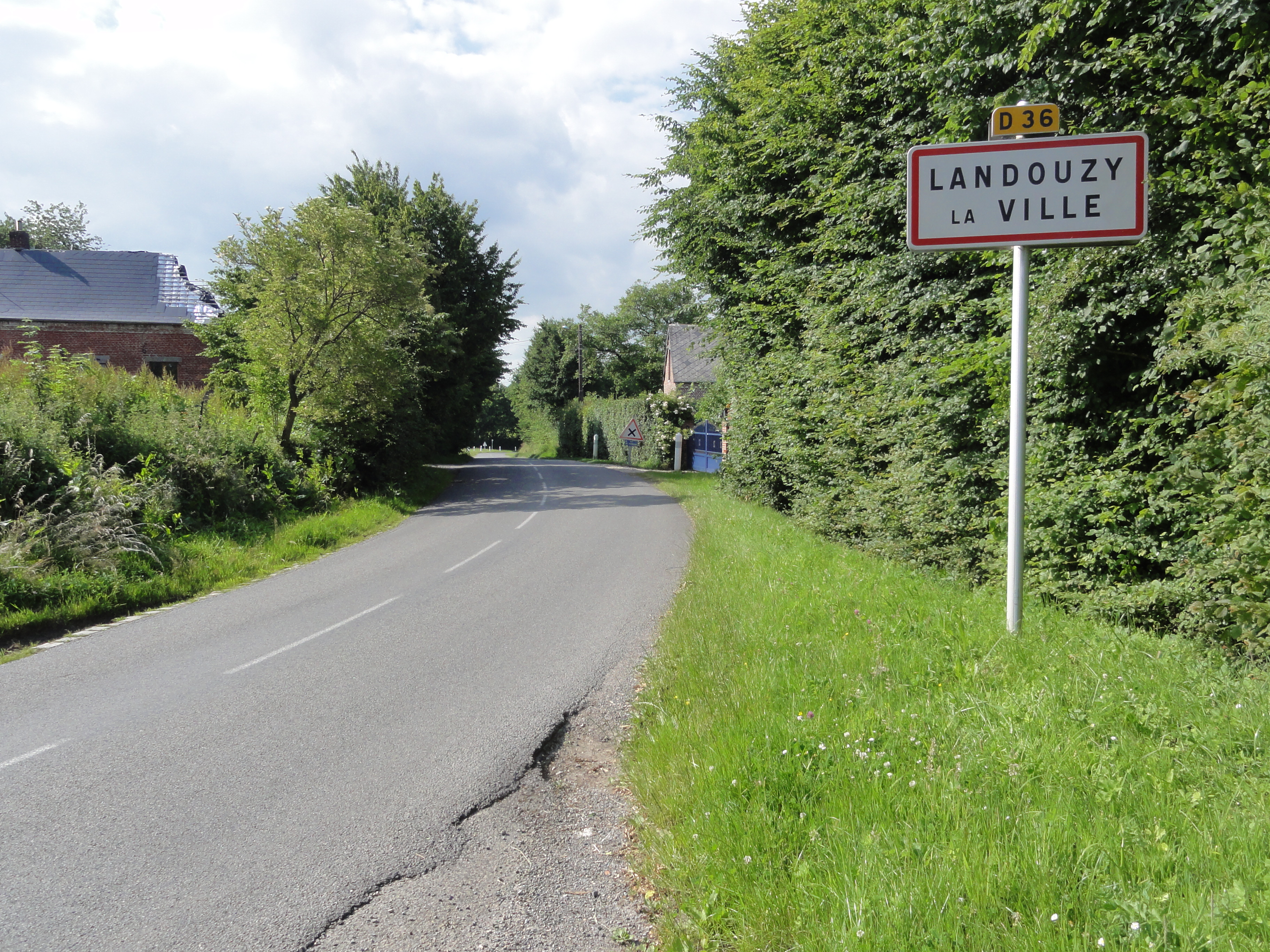
Entrée de Landouzy-la-Ville.
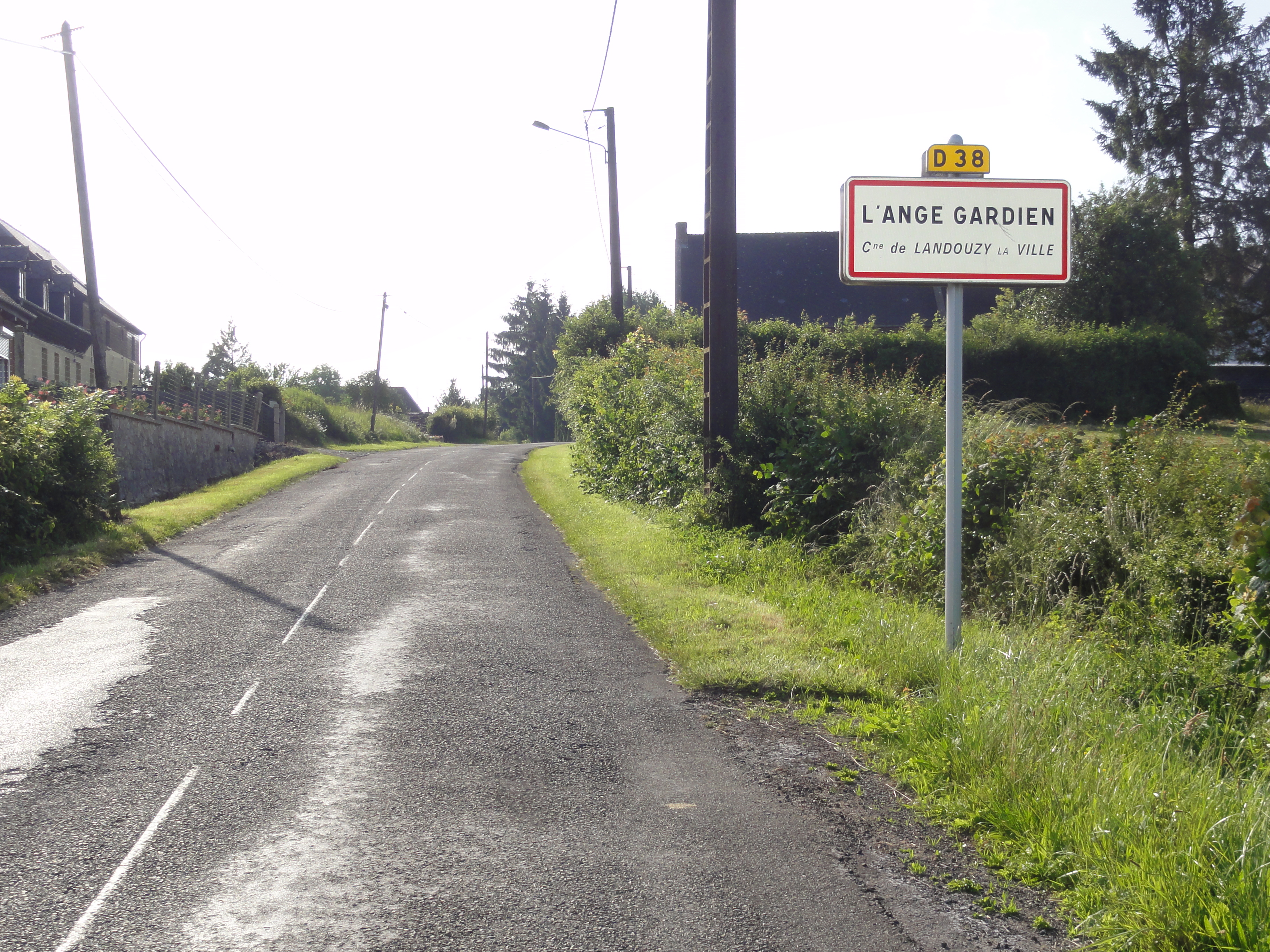
Entrée de L'Ange Gardien.
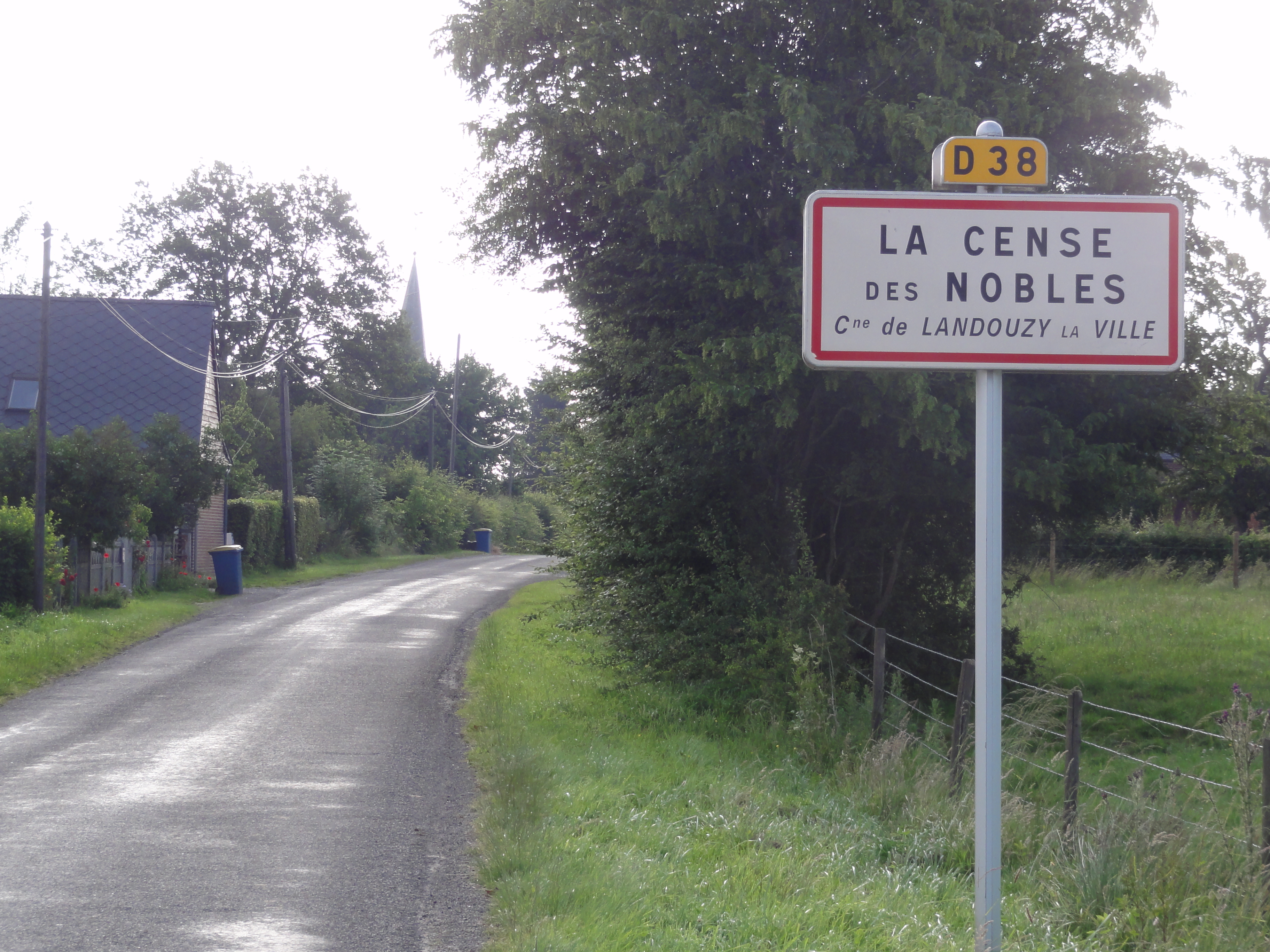
Entrée de La Cense des Nobles.
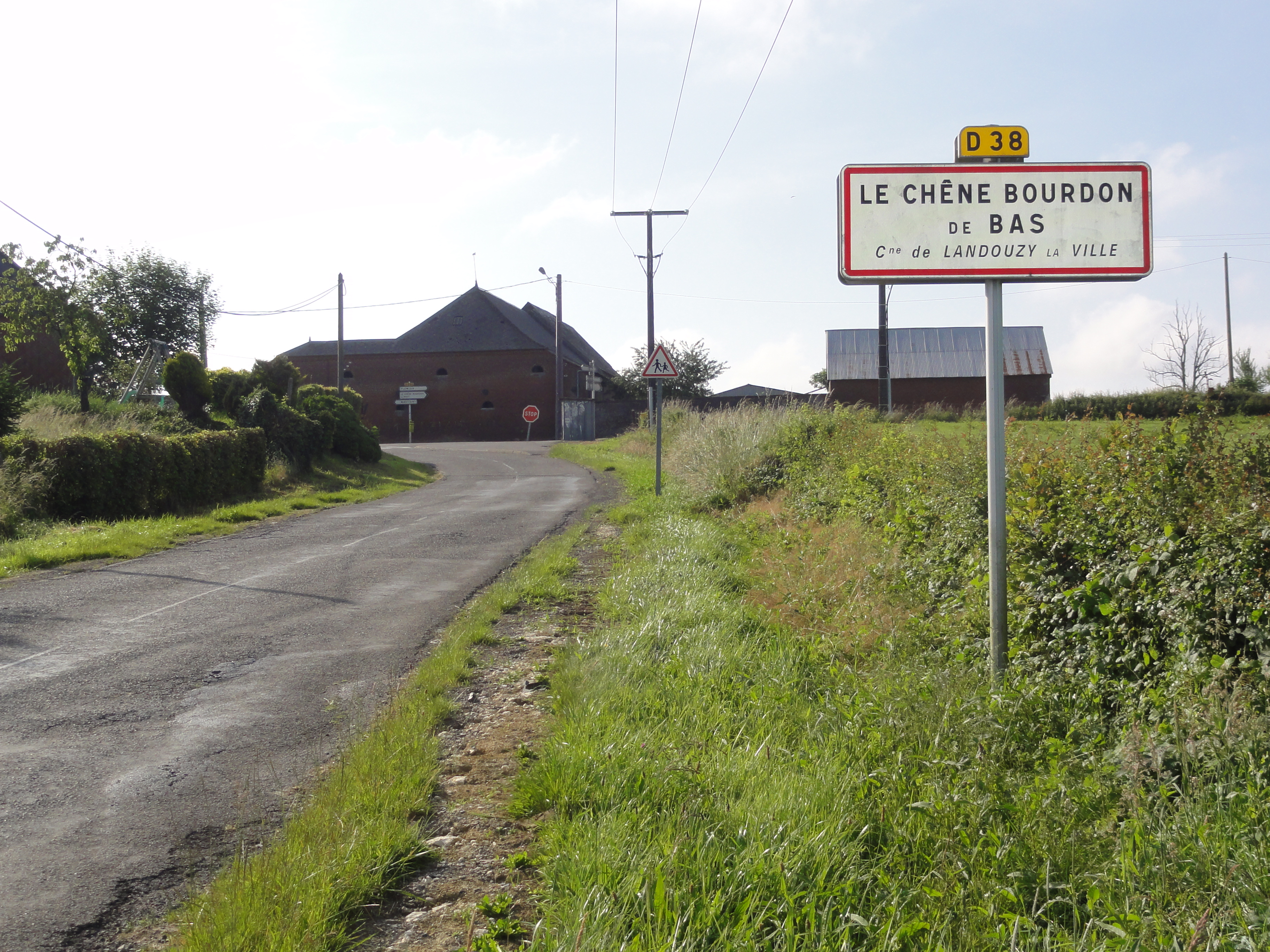
Entrée du Chêne Bourdon de Bas.
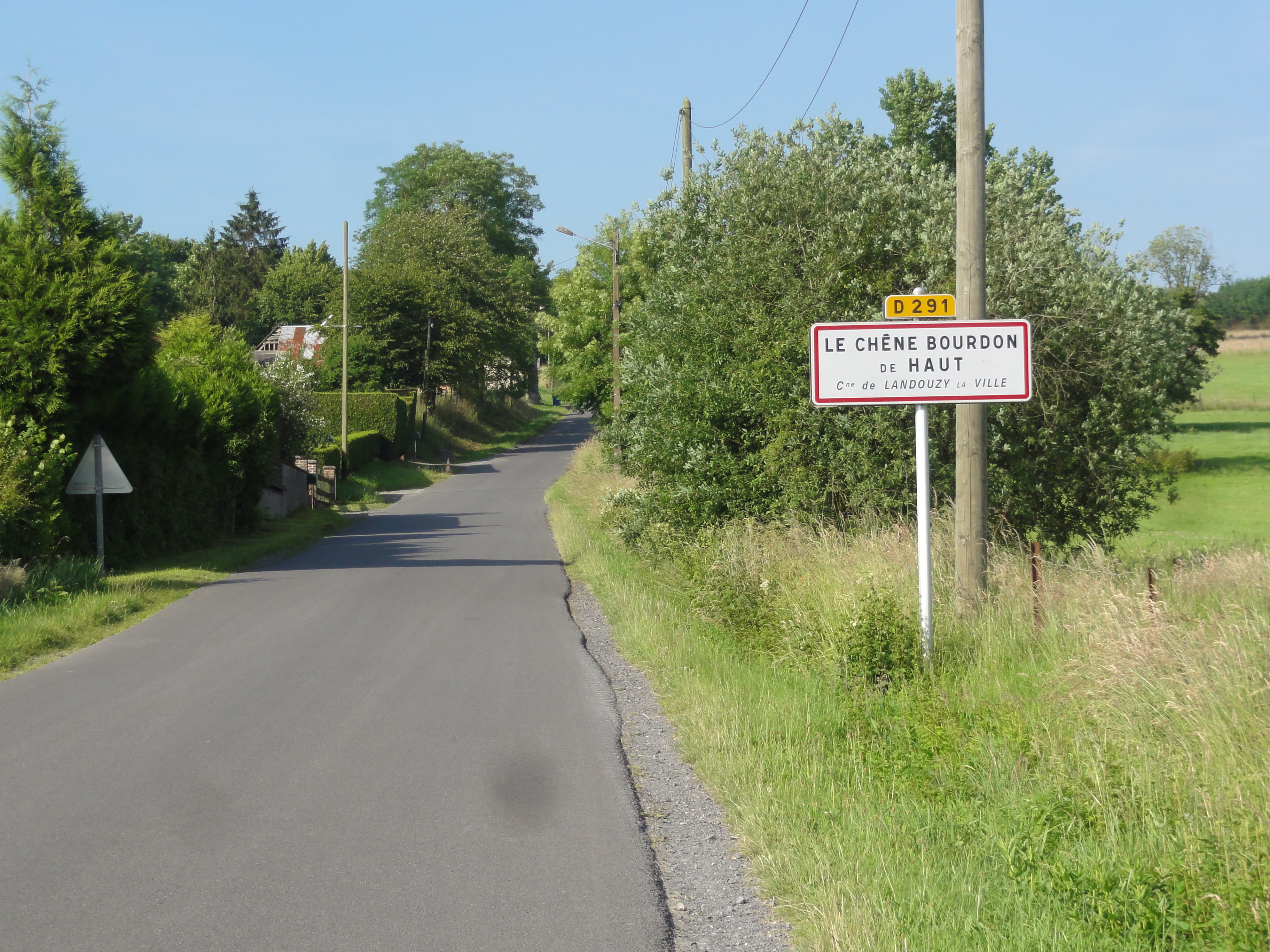
Entrée du Chêne Bourdon de Haut.

### Hydrographie
La commune est située dans le bassin Seine-Normandie. Elle est drainée par la rivière de Landouzy, la Jacotte, le cours d'eau 03 de la commune de Bucilly, le cours d'eau 04 de la commune de Landouzy-la-Ville, le cours d'eau 06 de la commune de Landouzy-la-Ville, le fossé 01 de la commune de Landouzy-la-Cour, le fossé 03 de la commune de Landouzy-la-Ville, le fossé 05 de la commune de Landouzy-la-Ville, le fossé 15 de la commune de Besmont, le fossé des Ebouleaux, le ruisseau de la Fontaine du Frene, le ruisseau du Marais, le ruisseau du Robinet et Petite la rivière,,.

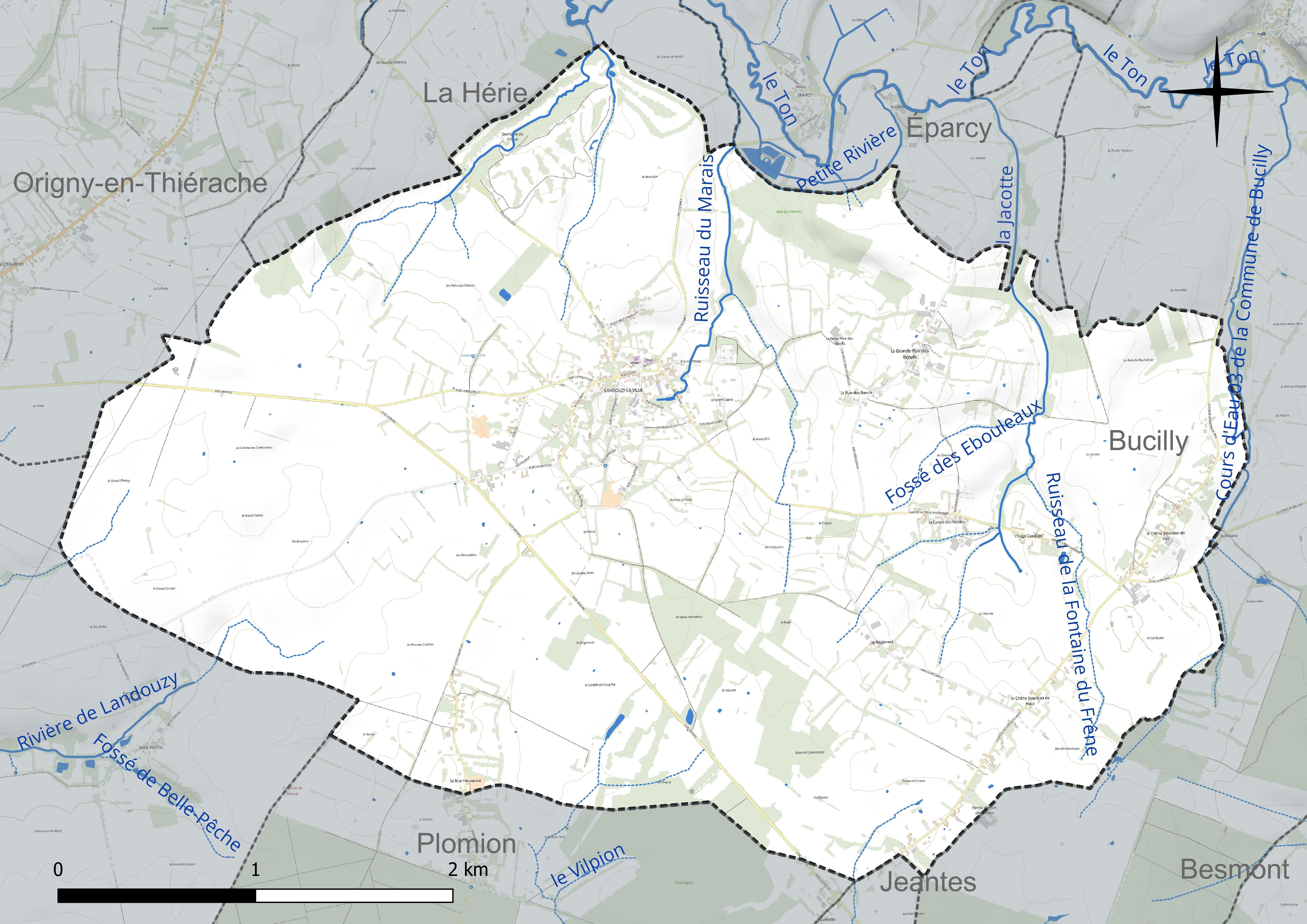
Réseau hydrographique de Landouzy-la-Ville.

### Climat
Pour des articles plus généraux, voir Climat des Hauts-de-France et Climat de l'Aisne.
En 2010, le climat de la commune est de type climat de montagne, selon une étude du CNRS s'appuyant sur une série de données couvrant la période 1971-2000. En 2020, Météo-France publie une typologie des climats de la France métropolitaine dans laquelle la commune est exposée à un climat océanique altéré et est dans la région climatique Nord-est du bassin Parisien, caractérisée par un ensoleillement médiocre, une pluviométrie moyenne régulièrement répartie au cours de l'année et un hiver froid (3 °C).
Pour la période 1971-2000, la température annuelle moyenne est de 9,5 °C, avec une amplitude thermique annuelle de 15,7 °C. Le cumul annuel moyen de précipitations est de 908 mm, avec 13,2 jours de précipitations en janvier et 9,9 jours en juillet. Pour la période 1991-2020, la température moyenne annuelle observée sur la station météorologique la plus proche, située sur la commune de Fontaine-lès-Vervins à 11 km à vol d'oiseau, est de 10,5 °C et le cumul annuel moyen de précipitations est de 826,3 mm,. Pour l'avenir, les paramètres climatiques de la commune estimés pour 2050 selon différents scénarios d'émission de gaz à effet de serre sont consultables sur un site dédié publié par Météo-France en novembre 2022.

## Urbanisme

### Typologie
Au 1er janvier 2024, Landouzy-la-Ville est catégorisée commune rurale à habitat dispersé, selon la nouvelle grille communale de densité à 7 niveaux définie par l'Insee en 2022.
Elle est située hors unité urbaine. Par ailleurs la commune fait partie de l'aire d'attraction d'Hirson, dont elle est une commune de la couronne,. Cette aire, qui regroupe 26 communes, est catégorisée dans les aires de moins de 50 000 habitants,.

### Occupation des sols
L'occupation des sols de la commune, telle qu'elle ressort de la base de données européenne d'occupation biophysique des sols Corine Land Cover (CLC), est marquée par l'importance des territoires agricoles (82,1 % en 2018), une proportion identique à celle de 1990 (82,1 %). La répartition détaillée en 2018 est la suivante : 
prairies (64,7 %), terres arables (16,5 %), zones urbanisées (10,2 %), forêts (7,7 %), zones agricoles hétérogènes (0,9 %).
L'évolution de l'occupation des sols de la commune et de ses infrastructures peut être observée sur les différentes représentations cartographiques du territoire : la carte de Cassini (XVIIIe siècle), la carte d'état-major (1820-1866) et les cartes ou photos aériennes de l'IGN pour la période actuelle (1950 à aujourd'hui).

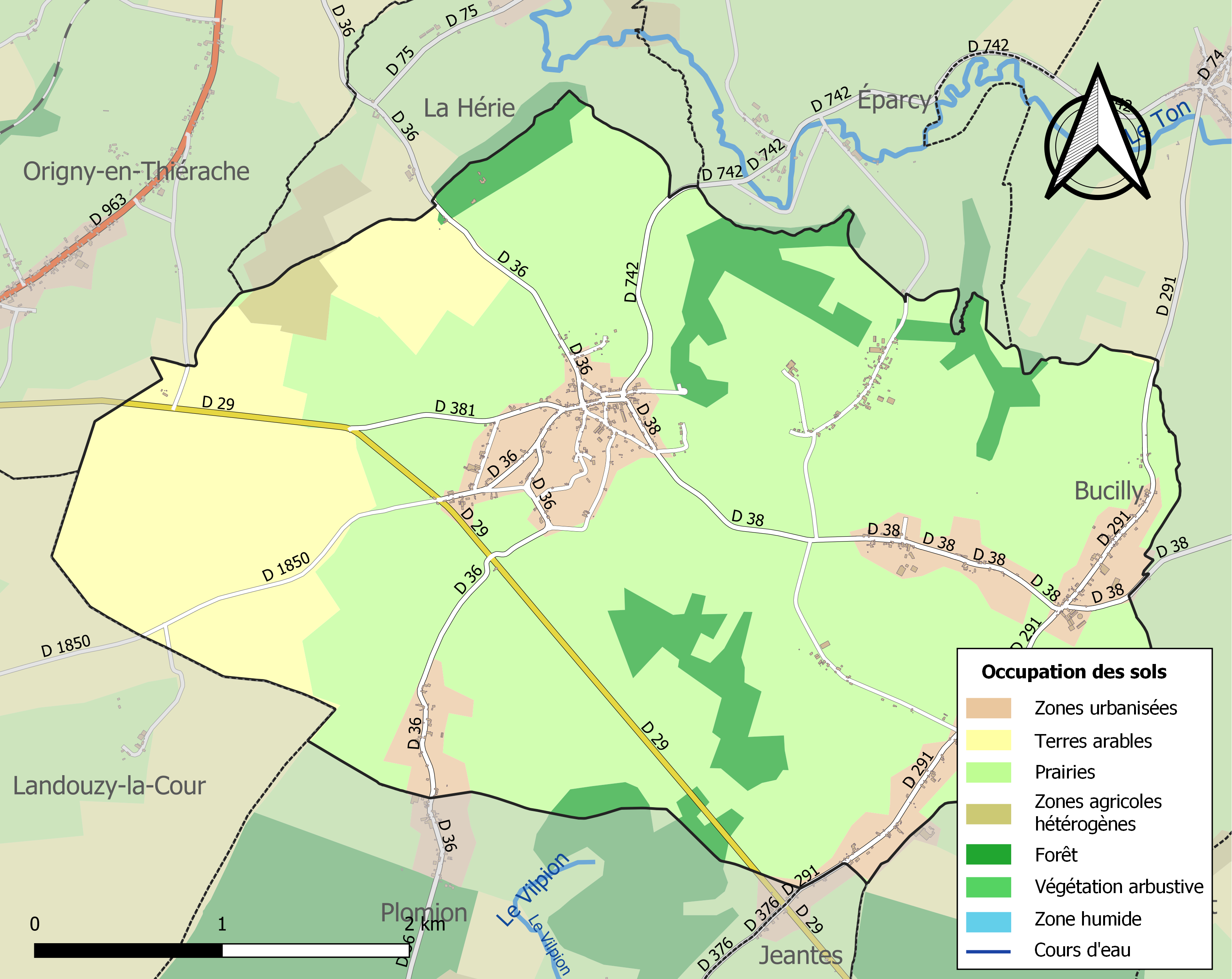
Carte de l'occupation des sols de la commune en 2018 (CLC).

## Toponymie
Landouzy-la-Ville est créée face à Landouzy-la-Cour.
Le nom de la localité est attesté sous les formes Landousiis (1162) ; Advocatia de Landouzies, territorium de Landozies (1168) ; Landousi-villa (1170) ; Landozies-villa (1226) ; Landuziis (1183) ; Landousis-la-Vile (XIIIe siècle) ; Landouzies-villa (1239) ; Landosis (1257) ; Landouzis-en-Therasche (1398) ; Landouzis-la-Ville (1536).

## Historique
L'occupation de Landouzy-la-Ville est attestée dès l'époque gallo-romaine, comme en témoignent les nombreux sites et découvertes fortuites dont la plus notable est celle de la statuette du Jupiter à la Roue, près du hameau de la Vallée Heureuse, à la limite de la commune de Plomion.
Landouzy-la-Ville est fondée en 1168 par une charte entre l'abbaye de Foigny et le seigneur Raoul de Coucy-Vervins, protecteur de cette abbaye cistercienne. Landouzy était le nom donné à un territoire au sud ouest d'Eparcy.
La portion sud du territoire d'Eparcy fut alors adjoint, avec en outre le défrichement du bois de La Haye. Ces aménagements sont intervenus dans le contexte d'expansion démographique et économique de la fin du XIIe siècle.
Outre des privilèges de liberté accordés à ses habitants, la nouvelle agglomération est bâtie selon un plan défini, avec au centre du village une place publique en forme de parallélogramme de 4 jalois (1 200 m2) d'étendue. Sur l'un des côtés est édifié un hôtel de ville devant abriter le logement du gouverneur et les assemblées des habitants et faisant également fonction de halle, sur un autre, l'église paroissiale Notre-Dame-de-l'Assomption est bâtie aux frais de l'abbaye de Foigny par les frères convers.
On trouve également un hôtel-Dieu, une maladrerie, un couvent de cordeliers et une maison de béguines. Outre un moulin, quatre hameaux sont établis sur l'ensemble du territoire communal.
La charte communale est reformulée en 1243 par Thomas II de Coucy-Vervins et l'abbé Matthieu de Foigny. Ces deux autorités de tutelle font construire chacun un château sur le territoire de Landouzy : celui de la Converserie, dépendant de Foigny, et celui de Raoul de Coucy, sur le site de l'actuel cimetière.
Le château des Coucy-Vervins est détruit dès 1423 par Jean de Luxembourg, puis ruiné en 1470 par les Bourguignons. Le village et ses hameaux sont victimes de destructions successives qui vont faire disparaître peu à peu les édifices et institutions religieuses mises en place à la fin du XIIe siècle : prise et incendie de Landouzy-la-Ville en 1591, puis nouvelle destruction par les Espagnols en 1653.
Landouzy-la-Ville est ainsi reconstruite à plusieurs reprises au cours du XVIIe siècle. La halle-hôtel de ville, reconstruite en 1526, puis en 1600, est également rebâtie après 1653.
Reconstruite en 1791 et 1792, elle devait subsister jusqu'en 1922-1923. Lors du passage d'Henri IV à Landouzy-la-Ville en 1591, selon la tradition locale, le chêne dit de Henri IV est alors planté, près du hameau de la Cense des Nobles, en souvenir de l'arrêt du roi à cet endroit.
Landouzy-la-Ville devient dès la 1re moitié du XVIe siècle, un des principaux sites d'implantation du protestantisme en Thiérache, avec la création de petits temples dans les granges. Cette communauté sera dispersée après la révocation de l'Édit de Nantes.
Le renouveau ou réveil du protestantisme en Thiérache au début du XIXe siècle se concrétise par la construction d'un temple et la présence d'écoles confessionnelles.
Entre 1861 et 1865 est construit le temple actuel, au hameau de la Cense des Nobles. Le déplacement du cimetière paroissial en 1893, primitivement autour de l'église Notre-Dame-de-l'Assomption, sur le site du château de Raoul de Coucy-Vervins, est lié à la personnalité du libre-penseur, Narcisse Greno, qui avait aussi doté le village d'établissements charitables.

## Politique et administration

### Découpage territorial
La commune de Landouzy-la-Ville est membre de la communauté de communes des Trois Rivières, un établissement public de coopération intercommunale (EPCI) à fiscalité propre créé le 29 décembre 1995 dont le siège est à Buire. Ce dernier est par ailleurs membre d'autres groupements intercommunaux.
Sur le plan administratif, elle est rattachée à l'arrondissement de Vervins, au département de l'Aisne et à la région Hauts-de-France. Sur le plan électoral, elle dépend du  canton d'Hirson pour l'élection des conseillers départementaux, depuis le redécoupage cantonal de 2014 entré en vigueur en 2015, et de la troisième circonscription de l'Aisne  pour les élections législatives, depuis le dernier découpage électoral de 2010.

### Administration municipale
| Période                                  | Période                       | Identité            | Étiquette | Qualité                                  |
| ---------------------------------------- | ----------------------------- | ------------------- | --------- | ---------------------------------------- |
| Les données manquantes sont à compléter. |                               |                     |           |                                          |
| mars 2001                                | avril 2014                    | Serge Basquin       |           |                                          |
| avril 2014                               | En cours (au 11 juillet 2020) | Marinella Branquart | SE        | Employée Réélue pour le mandat 2020-2026 |

## Population et société

### Démographie
L'évolution du nombre d'habitants est connue à travers les recensements de la population effectués dans la commune depuis 1793. Pour les communes de moins de 10 000 habitants, une enquête de recensement portant sur toute la population est réalisée tous les cinq ans, les populations de référence des années intermédiaires étant quant à elles estimées par interpolation ou extrapolation. Pour la commune, le premier recensement exhaustif entrant dans le cadre du nouveau dispositif a été réalisé en 2007.

En 2022, la commune comptait 514 habitants, en évolution de −7,89 % par rapport à 2016 (Aisne : −1,97 %, France hors Mayotte : +2,11 %).
| 1793  | 1800  | 1806  | 1821  | 1831  | 1836  | 1841  | 1846  | 1851  |
| ----- | ----- | ----- | ----- | ----- | ----- | ----- | ----- | ----- |
| 1 246 | 1 380 | 1 383 | 1 395 | 1 537 | 1 651 | 1 660 | 1 688 | 1 703 |

| 1856  | 1861  | 1866  | 1872  | 1876  | 1881  | 1886  | 1891  | 1896  |
| ----- | ----- | ----- | ----- | ----- | ----- | ----- | ----- | ----- |
| 1 696 | 1 769 | 1 766 | 1 693 | 1 663 | 1 451 | 1 372 | 1 288 | 1 187 |

| 1901  | 1906  | 1911 | 1921 | 1926 | 1931 | 1936 | 1946 | 1954 |
| ----- | ----- | ---- | ---- | ---- | ---- | ---- | ---- | ---- |
| 1 091 | 1 050 | 934  | 860  | 846  | 737  | 721  | 638  | 652  |

| 1962 | 1968 | 1975 | 1982 | 1990 | 1999 | 2006 | 2007 | 2012 |
| ---- | ---- | ---- | ---- | ---- | ---- | ---- | ---- | ---- |
| 620  | 596  | 524  | 518  | 578  | 530  | 512  | 509  | 566  |

| 2017 | 2022 | - | - | - | - | - | - | - |
| ---- | ---- | - | - | - | - | - | - | - |
| 541  | 514  | - | - | - | - | - | - | - |

## Culture locale et patrimoine

### Lieux et monuments
- Église Notre-Dame-de-l'Assomption de Landouzy-la-Ville.
- Temple protestant, situé à la Cense des Nobles, construit en 1818 puis reconstruit en 1861.

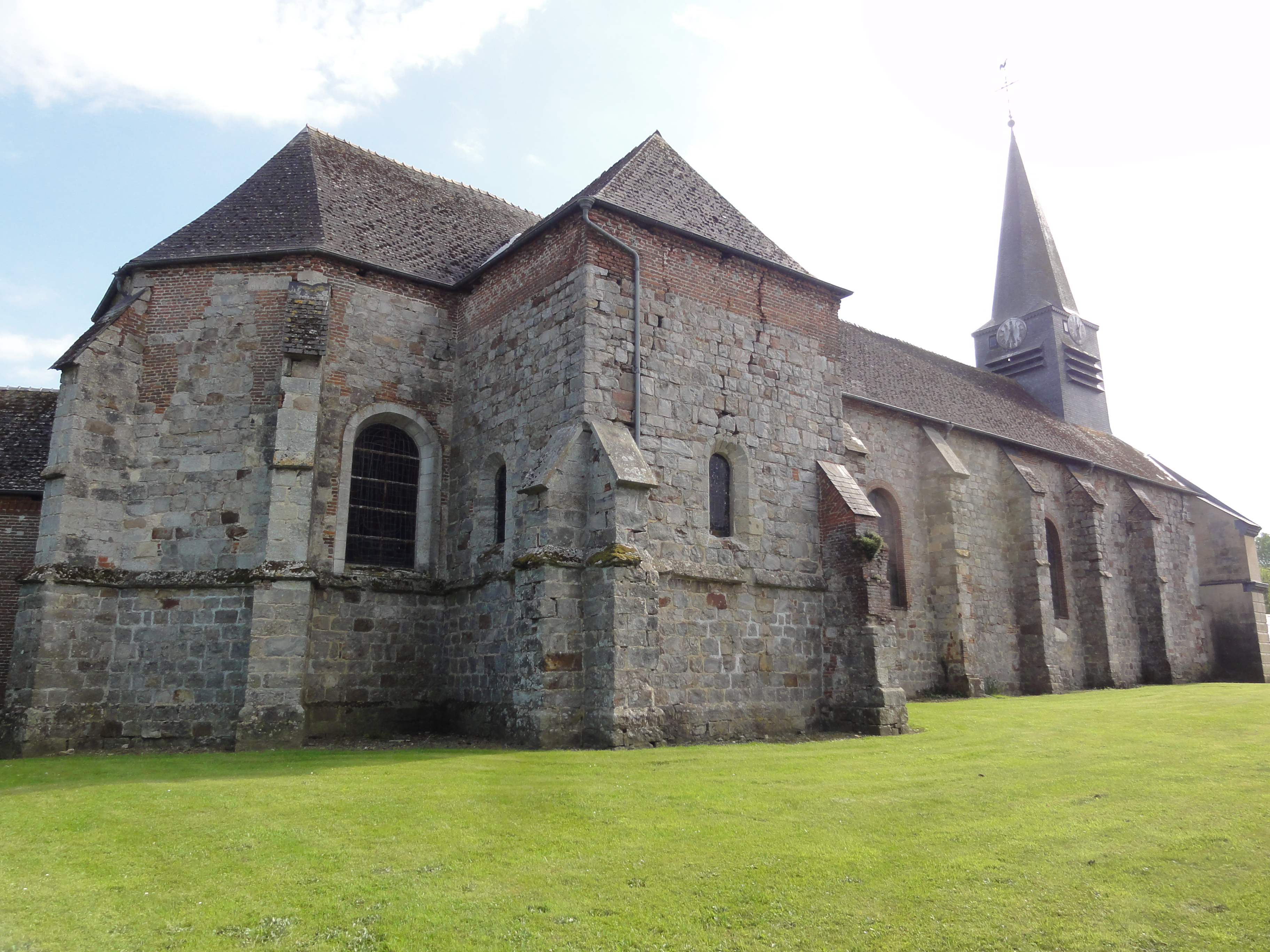
L'église Notre-Dame-de-l'Assomption.
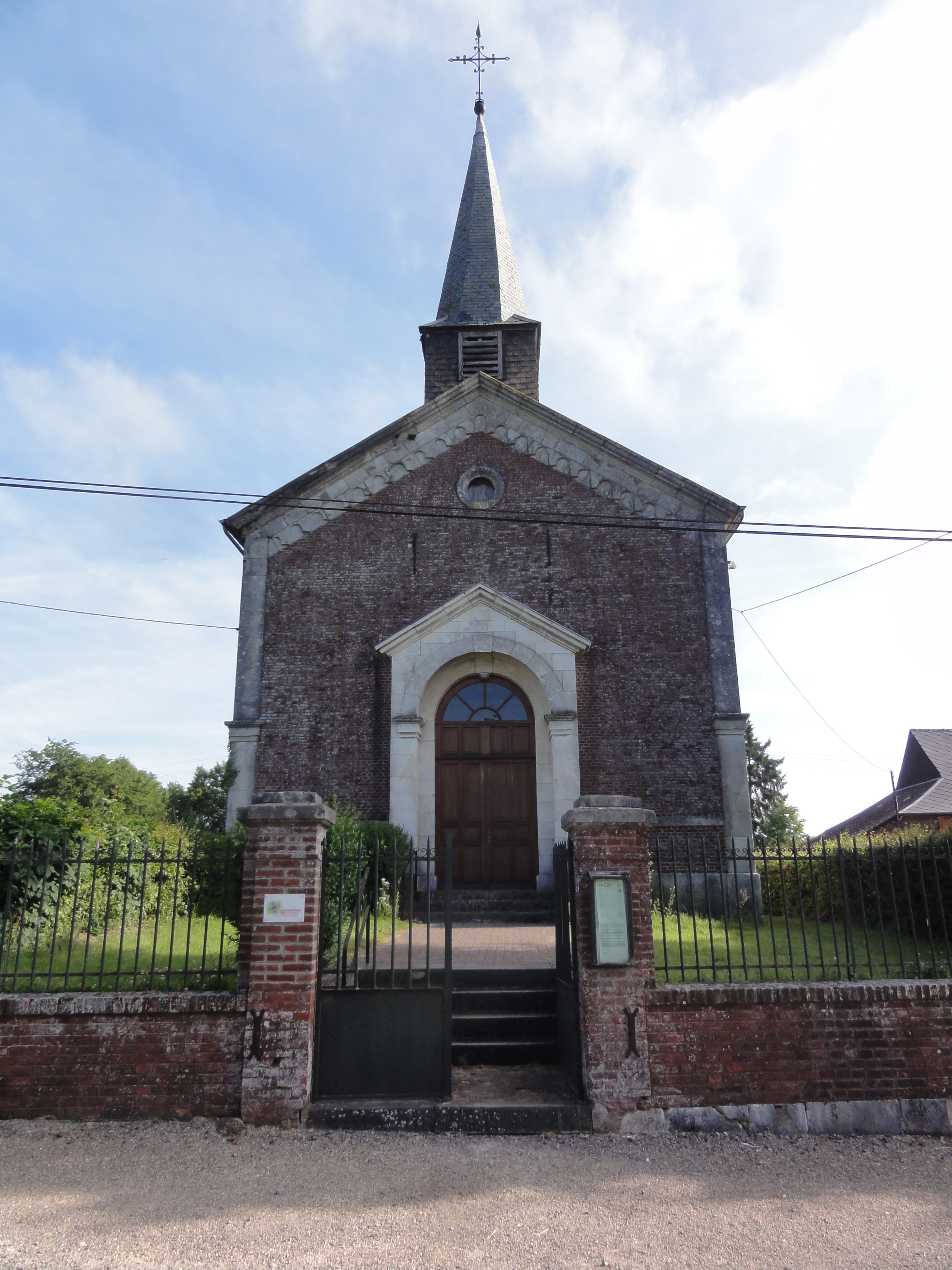
Temple protestant à la Cense des Nobles.
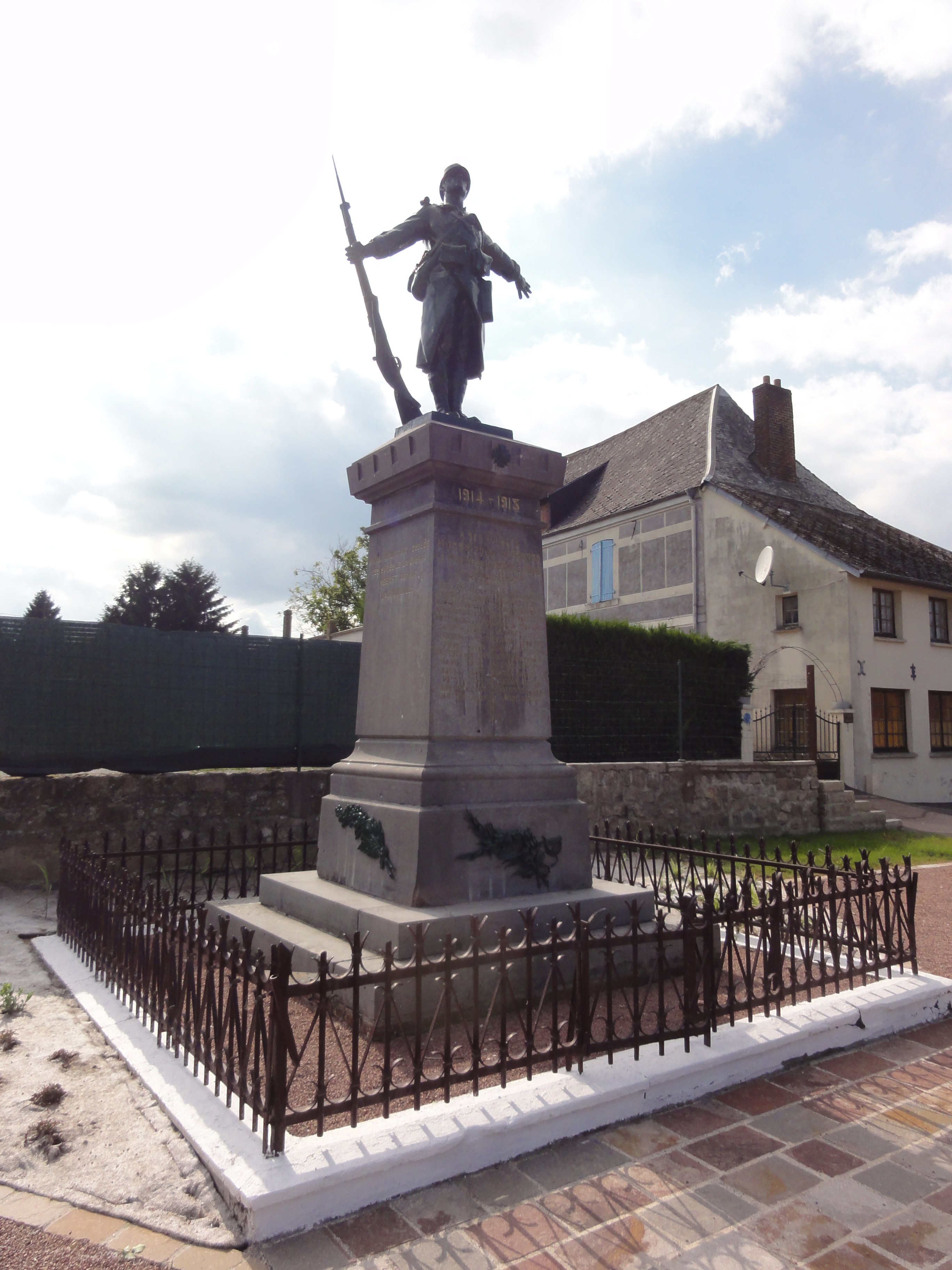
Monument aux morts.

- Émetteurs de radio FM et de télévision du « Chaudron » et du « Pinacle ».

### Personnalités liées à la commune
- André Gill, caricaturiste et chansonnier français, dont la mère y est née en 1818.
- Narcisse Greno, fondateur de l'entreprise de champagne rémoise « Pommery & Greno ».
- James Martin (l'abbé), alias « Jehan de Lorraine » ; né le 20/02/1910 à Xivry-Circourt et mort à Hirson le 27/06/1993 ; curé de Landouzy-la-Ville ; auteur-compositeur-interprète de chansons ; lauréat du premier prix du Concours de la bonne Chanson en 1947. Il œuvra avec le musicien Jean Fragerolle mais essentiellement avec le poète-paysan autodidacte Gaston Chandivert : « Chansons d'hier et de toujours », « Rondes et Chansons »[35].
- Alain Reuter, homme politique axonais ; vice-président du conseil régional de Picardie chargé de la Culture et du Patrimoine d'avril 2004 à décembre 2015.